# France 98
Maillots
France 98 est une association fondée par les footballeurs français champions du monde en 1998. Elle organise des matchs de bienfaisance pour des grandes causes ou pour des jubilés d'ancien joueurs.
L'association est présidée par Didier Deschamps. Lors de ses sorties, l'équipe est entraînée par Aimé Jacquet. Les joueurs sont essentiellement ceux qui ont participé aux aventures de la Coupe du monde 1998 et à l'Euro 2000.

## Matchs disputés

### Premier match
Organisateur : Laurent Blanc.
Le 4 novembre 2002 à Nîmes, au profit des victimes des inondations dans le Sud-Est de la France en septembre 2002, contre l'Olympique de Marseille : défaite 1-4.

### Deuxième match
Organisateur : Zinédine Zidane.
Le 6 octobre 2003 à Marseille, au profit des victimes d'un tremblement de terre en Algérie et de celles d'un incendie dans le Sud-Est de la France : contre l'Olympique de Marseille : match nul 1-1.

### Troisième match
Organisateur : Bixente Lizarazu.
Le 16 novembre 2003 à Bordeaux, pour les dommages causés par le naufrage du pétrolier Prestige, contre les Girondins de Bordeaux : défaite 1-4.

### Quatrième match
Organisateur : Fabien Barthez.
Le 30 mai 2005 à Toulouse, pour les victimes de la catastrophe de l'usine AZF à Toulouse le 21 septembre 2001, contre Toulouse FC : défaite 1-2.
C'est le premier match où un joueur, Daniel Moreira, a joué dans les deux équipes (avec Toulouse jusqu'à la 41e et avec la France à partir de la 52e).

### Tournoi RTL Futsal
Le 25 mars 2007 au Palais omnisports de Paris-Bercy, l'équipe de France 98 participe au tournoi RTL Futsal auquel participe également le Club des anciens internationaux, le PSG et l'Équipe de France de futsal.
France 98 affronte en demi-finale le club des anciens internationaux : victoire 5-0.
En finale, ils sont opposés au Paris Saint-Germain : nul 5-5 et France 98 co-remporte ce tournoi.

### Cinquième match
Organisateur : Pascal Vahirua.
Le 26 mai 2008 à Tahiti au stade Pater de Pirae, à l'occasion du jubilé de Pascal Vahirua (cousin de Marama Vahirua), face à une sélection d'« amis de Pascal Vahirua » composée principalement de joueurs tahitiens : match nul 3-3.

### Sixième match
Organisateur : Christian Karembeu.
Le 31 mai 2008 à Nouméa, au stade Numa Daly (Mangenta) à l'occasion du jubilé de Christian Karembeu. Les Bleus de France 98, Zidane en tête, affrontent une équipe composée d'amis océaniens et mélanésiens de Christian Karembeu (Team Karembeu) : victoire 8-2.

### Septième match
Le 12 juillet 2008 à Saint-Denis, pour fêter le dixième anniversaire de la victoire française en coupe du monde (voir : Match de football France - Brésil (1998)), une rencontre est organisée contre une sélection mondiale. Ce match commémoratif a réuni 80 000 spectateurs.
Match nul : 3-3
| Équipes            | France 98 - Sélection mondiale |
| Score              | 3 - 3 (0 - 1) |
| Date               | 12 juillet 2008 |
| Stade              | Stade de France, Saint-Denis 80 000 spectateurs |
| Arbitre            | Hervé Piccirillo |
| Buts               | Emilio Butragueño 25e 0-1, Zinédine Zidane 66e 1-1, Pedro Miguel Pauleta 70e 1-2, Ludovic Giuly 89e 2-2, Davor Suker 90e 2-3, Bernard Diomède 90+1e 3-3. |
| France 98          | Fabien Barthez puis Bernard Lama ( 34e ) puis Lionel Charbonnier ( 64e ) ; Bixente Lizarazu ; Marcel Desailly puis Alain Boghossian ( 44e ) puis Robert Pirès ( 53e ) ; Laurent Blanc puis Olivier Dacourt ( 46e ) ; Lilian Thuram puis Vincent Candela ( 15e ) puis Marc Keller ( 85e ) ; Frank Lebœuf ; Didier Deschamps (c) puis Bernard Diomède ( 75e ) ; Christian Karembeu puis Sabri Lamouchi ( 26e ) ; Zinédine Zidane ; Youri Djorkaeff puis David Trezeguet ( 61e ) ; Stéphane Guivarc'h puis Christophe Dugarry ( 15e ) puis Ludovic Giuly ( 56e ) · Entraîneur : Aimé Jacquet                |
| Sélection mondiale | Pascal Zuberbühler puis Dominique Casagrande ( 46e ) ; Graeme Le Saux puis Frank de Boer ( 46e ), Rigobert Song, Fernando Hierro puis Martin Jørgensen ( 46e ) puis Valeri Karpine ( 80e ), Fernando Couto ; Hidetoshi Nakata puis Leonardo ( 46e ) ; Zvonimir Boban puis Jari Litmanen ( 46e ) puis Nacer Bouiche ( 74e ) ; Edgar Davids ; Valeri Karpine puis Moussa Saïb ( 46e ) ; Emilio Butragueño (c) puis Sonny Anderson ( 31e ) puis Davor Suker ( 63e ) ; Gianfranco Zola puis Pierre van Hooijdonk ( 31e ) puis Pedro Miguel Pauleta ( 63e ) · Entraîneur : Arsène Wenger et Hristo Stoitchkov |

### Tournoi RTL Futsal 2009
Le 29 mars 2009, les champions du monde 1998 sont de retour pour la 3e édition du tournoi RTL Futsal (qui, comme la deuxième édition, organisait des matches de gala). Ils commencèrent par s'incliner 5-3 face à une sélection d'anciens internationaux portugais emmenés par Pauleta. Puis ils feront match nul 8-8 dans leur deuxième match face au PSG, après avoir été menés 6-3 à la pause, puis, en début de seconde période, 7-3. Zinédine Zidane marqua 4 buts, un contre le Portugal, et trois à Mickaël Landreau, gardien du PSG. Les Bleus finissent troisièmes sur 4 équipes.

### Huitième match
Organisateur : Didier Deschamps.
Le 8 août 2010 à La Beaujoire (Nantes), pour les sinistrés de Xynthia et du Var contre une sélection européenne : victoire 4-2.
La sélection européenne a ouvert le score grâce à Pierre van Hooijdonk (0-1) mais David Trezeguet a rapidement égalisé (1-1). À la fin de la première mi-temps, Bernard Diomède a permis à France 98 de mener au score (2-1). De retour des vestiaires, la sélection européenne a égalisée grâce à Barros (2-2). Toutefois, France 98 s'impose en marquant deux nouveaux buts par David Trezeguet et Vincent Candela.

### Neuvième match
Organisateur : Zinédine Zidane.
Le 26 mai 2012 au stade Julius-Bénar à Saint-Paul (La Réunion), au profit de l'association ELA contre une équipe réunionnaise : victoire 5-1.
L'équipe locale ouvre le score en début de rencontre mais les champions du monde 1998 inscrivent par la suite 5 buts pour l’emporter au coup de sifflet final.

### Dixième match
Organisateur : Youri Djorkaeff.
Le 12 juin 2018 à la U Arena de Nanterre. Le sélectionneur Didier Deschamps est absent de l'événement, car il prépare la Coupe du monde de football 2018, qu'il remportera en juillet. David Trezeguet est également absent car engagé avec la FIFA. Ce match, qui célèbre les 20 ans de la victoire en Coupe du monde, est aussi le dernier organisé au nom de l'association France 98.  Victoire 3-2.
Participent également 3 des 6 joueurs évincés de dernière minute de la liste d'Aimé Jacquet : Martin Djetou, Ibrahim Ba et Sabri Lamouchi (Nicolas Anelka, Lionel Letizi et Pierre Laigle sont absents). Le coureur Usain Bolt participe à la sélection internationale. Dans les dernières minutes, Fabien Barthez joue dans le champ alors que c'est Lionel Charbonnier qui est dans la cage.
| Équipes   | France 98 – Fifa 98 |
| Score     | 3 – 2 |
| Date      | 12 juin 2018 |
| Stade     | Paris La Défense Arena, Nanterre 30 000 spectateurs |
| Arbitre   | Bruno Derrien |
| --------- | --- |
| France 98 | Fabien Barthez ; Bernard Lama ; Lionel Charbonnier ; Lilian Thuram ; Laurent Blanc ; Marcel Desailly ; Bixente Lizarazu ; Vincent Candela ; Martin Djetou ; Frank Leboeuf ; Christian Karembeu ; Emmanuel Petit ; Youri Djorkaeff ; Zinédine Zidane ; Alain Boghossian ; Sabri Lamouchi ; Patrick Vierra ; Robert Pirès ; Ibrahim Ba ; Christophe Dugarry ; Thierry Henry ; Bernard Diomède |
| Fifa 98   | Francesco Toldo ; David James ; Cristian Zenoni ; Dario Šimić ; Aldair ; Niša Saveljić ; Slaven Bilić ; Pierre Issa ; Níkos Dabízas ; Damiano Tommasi ; Edgar Davids ; Dragan Stojković ; Gaizka Mendieta ; Mario Stanić ; Yórgos Karagoúnis ; Samuel Eto'o ; Christian Vieri ; Fernando Morientes ; Patrick Kluivert ; Usain Bolt                                                          |

## Trophée d'honneur
Le 11 mai 2008, lors de la cérémonie des Trophées de l'UNFP, l'équipe de France 1998 a reçu le trophée d'honneur pour le dixième anniversaire de la victoire en Coupe du monde de football.